# Guasimal (Bolívar)
Guasimal es un centro poblado del departamento de Bolívar, en jurisdicción del Municipio de San Fernando (Bolívar), situado en la depresión momposina, se encuentra a 9 km de Margarita y a 25 km de Mompox. Cuenta con 700 habitantes y se encuentra localizado geográficamente en latitud 9.1438889°N y longitud 74.3325°O.
Guasimal, se encuentra en un camino secundario en el cual también se encuentran Causado, El Porvenir, Pampanillo, 4 Bocas, Santa Rosa, entre otros. Estos pueblos están situados en Tierras Bajas, lo cual hace factible su inundación en épocas lluviosas.
- Datos: Q5887416